# Concurrence monétaire
La concurrence monétaire aussi appelée concurrence des monnaies ou concurrence entre les monnaies est un système monétaire dans lequel les institutions en concurrence émettent leur propre monnaie (dont l'étalon monétaire est habituellement une marchandise auquel on peut accorder de la valeur comme l'or ou l'argent) afin de satisfaire la demande pour une méthode de transaction simple et bon marché.
Pour Friedrich Hayek, prix Nobel d'économie, dans le système de concurrence : « La mauvaise monnaie chasse la bonne». Cela répond au théorème d'économie dit Loi de Gresham, selon lequel les agents économiques préfèrent conserver la bonne monnaie et échanger avec de la mauvaise monnaie, dans un système monétaire dirigé par l’État.
De nos jours, la concurrence monétaire est relativement rare étant donné que la plupart des banques centrales exercent un monopole sur la monnaie fiduciaire : seule des devises contrôlées par une banque centrale ont cours légal. Les critiques libéraux et libertariens estiment qu'en l'absence de concurrence entre les monnaies il n'y a pas de séparation entre la monnaie et l'État,,,.
L'expression concurrence monétaire est aussi employée pour décrire la relation entre des monnaies fiduciaires distinctes dans une économie mondialisée. En ce sens, les monnaies émises par des gouvernements (comme le dollar américain ou l'euro) conservent leur monopole dans les pays où elles ont cours tout en étant en concurrence à l'international.

## Concept économique
Le concept de concurrence monétaire a notamment été développé par l'école autrichienne d'économie et en particulier par Friedrich Hayek, prix Nobel d'économie.
Friedrich Hayek défend un système de monnaies où les institutions peuvent créer des monnaies qui sont en concurrence. La stabilité de la valeur est présumée être le facteur décisif pour l'acceptation. Hayek fait l'hypothèse que la concurrence sera favorable aux monnaies qui préservent le plus la valeur dans le temps.
Ce dernier a notamment posé comme principe que les États ne devraient pas avoir le monopole de l'émission de la monnaie. Il suggère à la place que des institutions devraient être autorisées à émettre des devises en concurrence échangées à des taux de change variables. Dans un système de concurrence, toute devise capable de garantir un pouvoir d'achat stable éliminerait ainsi du marché les autres devises moins stables, car moins compétitives aux yeux des utilisateurs. Le résultat de ce processus serait un système monétaire hautement efficace où seules les monnaies stables coexisteraient.
Friedrich Hayek remet en question le bien-fondé du monopole que la banque centrale exerce sur la création monétaire, et réclame le libre marché monétaire. Selon lui, la monnaie n’est pas un outil de politique pouvant permettre, par le contrôle de sa quantité, d’atteindre des résultats prévisibles. Selon Hayek la trajectoire est prévisible : de la monnaie-papier fiduciaire à la mainmise totale de État. Chaque pas nous éloignant du libre marché monétaire entraîne de nouveaux problèmes qui semblent exiger une nouvelle intervention, laquelle crée de nouveaux problèmes, et ainsi de suite jusqu’à ce que tout le système s'effondre.
Friedrich Hayek appelle à changer de système monétaire ou bien nous risquerons d'étouffer l’avenir de la liberté elle-même. La liberté et marché libre (par définition concurrentiel) sont pour lui indissociables. Selon Hayek, la monnaie sert à marchander, c’est une institution privée appartenant aux hommes libres (droit naturel) et non à l’État. Là où subsiste une concurrence institutionnelle, l’expérimentation se poursuit. La société qui préserve ce cadre, se donne de meilleures chances de faire face aux défis de demain, au contraire de celle qui se fige.
Hayek suggère que les institutions pourront trouver à travers l'expérimentation un vaste panier de marchandises pour base monétaire. Pour Hayek, la presse financière serait garante des informations sur la qualité des devises, publiant des rapports réguliers sur la gestion de l'émission monétaire, ou sur la quantité des encaisses en marchandises. Cette analyse d'Hayek a été citée par de nombreux économistes dont George Selgin, Richard Timberlake, et Lawrence H. White.
Pour Hayek, c'est le contrôle du monopole d'État sur la monnaie qui conduit aux dysfonctionnements du marché : « En raison d’un manque de compréhension générale, l’acte délictueux qu’est l’émission monétaire trop abondante par un monopoliste est, encore aujourd’hui, non seulement tolérée mais même encouragée. C’est là l’une des raisons principales pour lesquelles le fonctionnement harmonieux du marché est si fréquemment bouleversé ».
La concurrence des monnaies conduirait à un nouvel ordre monétaire international qui serait la caractéristique des pays libres : « Une fois que le principe de concurrence des monnaies aurait été généralement accepté dans les pays économiquement prépondérants, il est probable qu’il s’étendrait rapidement à tous les peuples libres de choisir leurs propres institutions. Il resterait sans nul doute des enclaves dictatoriales ne souhaitant pas abandonner leurs pouvoirs monétaires – ceci, même une fois que l’absence de contrôle des échanges serait devenue la marque distinctive des pays honnêtes et civilisés ».
Friedrich Hayek affirme que sans concurrence, il ne peut y avoir une discipline de marché responsabilisant les émetteurs de monnaie : « l’absence de concurrence a empêché l’émetteur monopolistique d’une monnaie d’être soumis à une discipline salutaire ».
Il affirme également que la mainmise des banques centrales conduit à un État s'accroissant de façon illimité : « Couper le robinet qui fournit sans cesse au gouvernement des liquidités additionnelles pour son propre usage apparaît en outre important pour stopper la tendance inhérente d’un gouvernement illimité à croître indéfiniment, ce qui est devenu pour le futur de la civilisation un danger aussi menaçant que la médiocrité de la monnaie qu’il a produite ». « Il ne peut guère y avoir de doute que l’accroissement spectaculaire des dépenses publiques au cours des trente dernières années, avec le gouvernement s’appropriant dans certains pays occidentaux jusqu’à la moitié, voire davantage, du revenu national pour des buts collectifs, n’a été rendu possible que par la mainmise gouvernementale sur l’émission monétaire »,.
Hayek avait également publié en 1944 l'ouvrage La Route de la servitude, où comment la planification économique conduit insidieusement à la servitude des peuples.

## Pour une vraie concurrence des monnaies
Paru en 1976 aux États-Unis, l'ouvrage de Friedrich Hayek Pour une vraie concurrence des monnaies est un appel au libre arbitre monétaire prônant l'abolition du monopole de la banque centrale. Publié en France en 2015 par les librairies PUF, ce livre est à cette dernière date d'actualité selon la BCE,.

## Contexte actuel
L'écosystème dynamique actuel des devises numériques est une mise en œuvre des idées originelles de Hayek où des milliers de devises sont évaluées quotidiennement par le marché selon les facteurs changeants.
Le Zimbabwe a mis en concurrence plusieurs monnaies fiduciaires afin de mettre fin à l'hyperinflation.

### Articles liés
- Banque libre
- Pour une vraie concurrence des monnaies
- Système monétaire
- Banque centrale
- Loi de Gresham
- Monnaie complémentaire
- Monnaie locale
- Monnaie privée
- Monnaie électronique
- Libre arbitre
- Assouplissement quantitatif
- Crise monétaire
- Marché